# Hyde, Jekyll, Me
Hyde, Jekyll, Me (en hangul, 하이드 지킬, 나; romanización revisada, Haideu jikil, na) también conocida en español como Hyde, Jekyll, yo, es una serie de televisión surcoreana de comedia romántica emitida en 2015, basada en el webtoon creado por Lee Choong Ho, Dr. Ho Jekyll Is Mr. Hyde (지킬박사는 하이드씨), que trata acerca de un millonario que sufre trastorno de identidad disociativo y sus identidades se enamoran de la misma mujer.
Es protagonizada por Hyun Bin (Jardín secreto) y Han Ji-min (Rooftop Prince). Fue trasmitida por SBS desde el 21 de enero, hasta el 26 de marzo de 2015, finalizando con una longitud de 20 episodios emitidos cada miércoles y jueves a las 21:55 (KST).

## Argumento
Ku Seo-jin es un millonario que dirige el parque temático Wonder Land. Él aparentemente tiene todo, miradas, inteligencia y fortuna, también es sucesor  para convertirse en el próximo director general del Grupo Wonder, el conglomerado de la cual su familia es propietaria, aunque su primo Ryu Seung-yeon, que supervisa el Hotel Wonder, es su rival para el puesto. El problema es que Seo-jin tiene trastorno de identidad disociativo y siempre que su frecuencia cardíaca es superior a 150, otra personalidad emerge, diferente de la habitual en la cual es frío, cínico y despiadado, por el contrario la otra personalidad, Robin es amable, gentil y tiene un complejo de salvador.
Esta doble personalidad comenzó hace quince años, y el médico Kang Hee-ae cree que Robin es una manifestación de su culpabilidad respecto a un incidente traumático desde ese entonces. Debido a esto, Seo-jin evita cualquier cosa que pueda causar que él tenga una reacción física o emocional fuerte que podría provocar la reaparición de Robin, incluso si eso significa encerrarse lejos del mundo y evitando cualquier relación significativa. Jang Ha-na acaba de regresar a Corea del sur después de pasar varios años en los Estados Unidos con el Cirque du Soleil. Al igual que su abuelo y su padre antes que ella, está lista para tomar el cargo de maestra de circo en Wonder Land, lo que una vez había sido la atracción principal del parque.
Ha-na promete salvar el circo con sueños de modernidad para traerlo de vuelta a su antigua gloria, pero ella encuentra discrepancias con Seo-jin, que quiere deshacerse de él, debido a la baja venta de entradas y altos costos operacionales. Pero con cada encuentro con Ha-na, las frecuencias en el monitor del corazón de Seo-jin comienzan a subir. Posteriormente el Dr. Kang encuentra una cura para la condición de Seo-jin, pero ella es secuestrada por un asaltante misterioso que casi logra matar Ha-na, convirtiéndola en la única testigo. Sin embargo, la experiencia traumática provoca que Ha-na no recuerde el rostro del hombre y ella va al estudiante del Dr. Kang, el hipnoterapeuta Yoon Tae-joo, para que le ayude a recordar. Con la vida de Ha-na en peligro, Robin aparece más frecuentemente, ella se enamora de él y él de ella, pese al enojo de la verdadera personalidad de Seo-jin.

## Reparto

### Personajes principales
- Hyun Bin como Koo Seo-jin / Robin / Terry.
- Han Ji-min como Jang Ha-na.
- Sung Joon como Yoon Tae-joo.
- Lee Hye-ri como Min Woo-jung.

### Personajes secundarios
- Lee Seung-joon como Kwon Young-chan.[4]
- Han Sang-jin como Ryoo Seung-yeon.[5]
- Shin Eun-jung como Kang Hee-ae.
- Lee Deok-hwa como Koo Myung-han.[6]
- Kim Do-yeon como Han Joo-hee.
- Kwak Hee-sung como Sung Seok-won.
- Lee Se-na como Choi Seo-hee.
- Lee Jun-hyeok como agente de policía Na Moo-jin.[5]
- Moon Young-dong como Park Hee-bong.
- Lee Won-geun como Lee Eun-chang.
- Oh Na-ra como Cha Jin-joo.
- Maeng Sang-hoon como Director Min.
- Do Sang-woo como Yoo Tae-joon.

## Banda sonora
- Park Bo Ram - «Falling».
- Baek Ji Young - «Because Of You».
- Yoon Hyun Sang - «Embrase».
- J.Rabbit - «Wonderful World».
- Kim Bum Soo - «Only You».
- Epitone Project (dueto con Lucia) - «Maybe».
- Snuper - «Hyde Jekyll».

## Recepción

### Audiencia
En Azul la audiencia más baja y en rojo la más alta, correspondientes a las empresas medidoras TNms y AGB Nielsen.
| Ep. #    | Fecha de estreno      | Share        | Share        | Share       | Share       |
| Ep. #    | Fecha de estreno      | TNmS Ratings | TNmS Ratings | AGB Nielsen | AGB Nielsen |
| Ep. #    | Fecha de estreno      | Nacional     | Seúl         | Nacional    | Seúl        |
| -------- | --------------------- | ------------ | ------------ | ----------- | ----------- |
| 1        | 21 de enero de 2015   | 10.2 %       | 13.2 %       | 8.6 %       | 9.6 %       |
| 2        | 22 de enero de 2015   | 8.8 %        | 11.7 %       | 8.0 %       | 8.6 %       |
| 3        | 28 de enero de 2015   | 7.2 %        | 8.5 %        | 7.4 %       | 8.6 %       |
| 4        | 29 de enero de 2015   | 7.7 %        | 8.6 %        | 6.6 %       | 7.1 %       |
| 5        | 4 de febrero de 2015  | 6.2 %        | 8.5 %        | 5.9 %       | 6.3 %       |
| 6        | 5 de febrero de 2015  | 6.7 %        | 8.7 %        | 5.3 %       | 5.4 %       |
| 7        | 11 de febrero de 2015 | 5.5 %        | 8.5 %        | 5.1 %       | 5.2 %       |
| 8        | 12 de febrero de 2015 | 6.9 %        | 8.8 %        | 6.2 %       | 7.0 %       |
| 9        | 18 de febrero de 2015 | 5.4 %        | 8.5 %        | 4.7 %       | 5.0 %       |
| 10       | 19 de febrero de 2015 | 5.5 %        | 8.7 %        | 5.4 %       | 5.3 %       |
| 11       | 25 de febrero de 2015 | 4.9 %        | 8.7 %        | 5.6 %       | 6.4 %       |
| 12       | 26 de febrero de 2015 | 5.7 %        | 8.5 %        | 5.2 %       | 5.6 %       |
| 13       | 4 de marzo de 2015    | 4.0 %        | 8.5 %        | 3.8 %       | 4.1 %       |
| 14       | 5 de marzo de 2015    | 5.3 %        | 8.8 %        | 4.7 %       | 4.6 %       |
| 15       | 11 de marzo de 2015   | 3.9 %        | 7.9 %        | 3.8 %       | 3.2 %       |
| 16       | 12 de marzo de 2015   | 5.1 %        | 8.4 %        | 3.9 %       | 3.5 %       |
| 17       | 18 de marzo de 2015   | 3.6 %        | 4.5 %        | 3.5 %       | 3.9 %       |
| 18       | 19 de marzo de 2015   | 4.5 %        | 5.3 %        | 4.4 %       | 3.3 %       |
| 19       | 25 de marzo de 2015   | 3.4 %        | 8.6 %        | 3.4 %       | 3.6 %       |
| 20       | 26 de marzo de 2015   | 4.7 %        | 5.6 %        | 4.3 %       | 4.6 %       |
| Promedio | Promedio              | 5.8 %        | 8.4 %        | 5.3 %       | 5.5 %       |

## Banda sonora
- Park Bo Ram - «Falling».
- Baek Ji Young - «Because Of You».
- Yoon Hyun Sang - «Embrace».
- J.Rabbit - «Wonderful World».
- Kim Bum Soo - «Only You».
- Epitone Project (dueto con Lucia) - «Maybe».
- Snuper - «Hyde Jekyll».

## Emisión internacional
- Canadá: All TV.
- Hong Kong: TVB Korean Drama.
- Malasia: TV2 (2017).
- Singapur: Sony One (2015).
- Taiwán: Line TV.